# Ferronordite-(La)
La ferronordite-(La) è un minerale appartenente al supergruppo della nordite.

## Etimologia
Il nome deriva dalla composizione chimica: è una nordite ricca di ferro.